# Shavkat Mullajonov
Shavkat Mullajonov (Шавкат Муллажонов, ros. Шавкат Мулладжанов, Szawkat Mułładżanow; ur. 19 stycznia 1986) – uzbecki piłkarz występujący na pozycji obrońcy w drużynie FK Olmaliq.

## Kariera piłkarska
Shavkat Mullajonov jest wychowankiem klubu Qizilqum Zarafshon. Oprócz tego był zawodnikiem drużyny Paxtakor Taszkent, a obecnie występuje w zespole FK Olmaliq, który gra w I lidze uzbeckiej.
Shavkat Mullajonov w 2010 zadebiutował w reprezentacji Uzbekistanu. W 2011 został powołany na Puchar Azji. Uzbecy zajęli 1. miejsce w swojej grupie i awansowali do dalszej fazy.